# Yang Yang (Badminton)
Yang Yang (chinesisch 杨阳; * 9. Dezember 1963 in Nanjing) ist ein ehemaliger Badmintonspieler aus der Volksrepublik China.

## Karriere
Yang Yang war einer der erfolgreichsten Badmintonspieler der 1980er Jahre. Er wurde 1987 und 1989 Weltmeister im Herreneinzel. 1985 hatte er in der gleichen Disziplin bereits Bronze gewonnen. Mit dem chinesischen Herrenteam gewann er 1986, 1988 und 1990 den Mannschaftsweltmeistertitel. Bei den Olympischen Sommerspielen 1988, wo Badminton als Vorführsportart im Programm war, gewann er Gold. Olympia 1992, wo Badminton erstmals offiziell im Programm war, kam für einen der größten Badmintonspieler aller Zeiten zu spät. Yang Yang wurde unter anderem von Tang Xuehua trainiert.
Yang Yang betreibt heute eine Sportartikelfirma.

## Turniersiege
| Nr. | Datum         | Turnier                           | Kategorie   | Finalgegner       | Ergebnis            |
| --- | ------------- | --------------------------------- | ----------- | ----------------- | ------------------- |
| 1.  | 13. Jan. 1985 | Hong Kong Open                    | Kategorie 1 | Morten Frost      | 15:10, 15:11        |
| 2.  | 26. Jan. 1986 | Japan Open                        | Kategorie 1 | Ib Frederiksen    | 05:15, 15:06, 15:08 |
| 3.  | 25. Mai 1986  | Hong Kong Open                    | Kategorie 1 | Icuk Sugiarto     | 06:15, 15:08, 15:06 |
| 4.  | 21. Dez. 1986 | World Badminton Grand Prix Finale | –           | Morten Frost      | 18:13, 15:08        |
| 5.  | 19. Juli 1987 | Malaysia Open                     | Kategorie 1 | Steen Fladberg    | 04:15, 15:10, 15:07 |
| 6.  | 26. Juli 1987 | Indonesia Open                    | Kategorie 1 | Eddy Kurniawan    | 15:06, 15:08        |
| 7.  | Feb. 1988     | Konica Cup                        | –           | Sompol Kukasemkij | 15:10, 15:02        |
| 8.  | Sep. 1988     | Badminton World Cup               | –           | Zhao Jianhua      | 15:05, 15:06        |
| 9.  | Jan. 1989     | Japan Open                        | Kategorie 1 | Foo Kok Keong     | 15:02, 15:10        |
| 10. | 19. März 1989 | All England                       | Kategorie 1 | Morten Frost      | 15:06, 15:07        |
| 11. | 19. Nov. 1989 | Badminton World Cup               | –           | Foo Kok Keong     | 15:14, 15:06        |